# 志免町
志免町（しめまち）は、福岡県福岡市近郊の町。糟屋郡に属し、福岡都市圏の一部である。

## 地理
福岡市東部に位置する。町域の南部と西部に丘陵地帯があるものの、概ね平坦である。ほぼ全域が市街地化されている。面積は吉富町、糸田町に次いで県下では3番目に狭い。
人口密度は2015年国勢調査基準で全国の町村ならびに鉄道路線の存在しない市町村の中では最も高い。福岡県内では春日市に次いで第2位である。

### 隣接する自治体・行政区
- 福岡市（博多区）
- 糟屋郡粕屋町
- 糟屋郡宇美町
- 糟屋郡須恵町

### 地名
- 志免
- 田富
- 別府（2010年消滅）
- 御手洗（2010年消滅）
- 南里
- 吉原
- 桜丘1丁目～5丁目（1979年、吉原より発足）
- 石橋台（1983年、志免より発足）
- 田富1丁目～4丁目（1999年、田富より発足）
- 志免東1丁目～4丁目（2000年、吉原より発足）
- 東公園台1丁目～2丁目（2000年、志免より発足）
- 松ヶ丘（2000年、志免より発足）
- 志免1丁目～4丁目（2001年、志免より発足）
- 志免中央1丁目～4丁目（2002年、志免より発足）
- 片峰1丁目～4丁目（2003年、志免より発足）
- 片峰中央1丁目～4丁目（2003年、志免より発足）
- 坂瀬（2004年、志免より発足）
- 向ヶ丘1丁目～2丁目（2004年、志免より発足）
- 南里1丁目～7丁目（2005年、南里より発足）
- 王子1丁目～4丁目（2006年、南里より発足）
- 別府東1丁目～3丁目（2007年、別府より発足）
- 別府西1丁目～3丁目（2008年、別府より発足）
- 別府1丁目～4丁目（2009年、別府より発足）
- 別府北1丁目～4丁目（2010年、別府より発足）
- 御手洗1丁目～2丁目（2010年、御手洗より発足）

## 歴史
隣町である宇美町にある宇美八幡宮の注連縄（しめなわ）が張られた土地であることから、志免の地名となった説がある。

### 近現代
- 1889年（明治22年）4月1日 - 町村制の施行により、田富村、吉原村、志免村、南里村、別府村及び御手洗村の区域をもって、志免村が発足する。
- 1939年（昭和14年）4月17日 - 志免村が町制施行して、志免町となる。

### 歴代町長
- 南里久雄（1975年 - 1999年）6期[2]

- 南里辰己（1999年5月1日 - 2015年4月30日）4期

## 行政

### 町長
- 世利良末（2期目）
- 任期：2023年4月30日

### 町議会
- 定数：14人
- 任期：2023年4月30日

### 消防
- 粕屋南部消防組合
  - 南部消防署

### 警察
- 福岡県警察粕屋警察署
  - 志免交番（しめ・糟屋郡志免町志免中央1-10-10）

## 産業
糟屋郡南部一帯に広がる糟屋炭田と呼ばれる炭田地域の中心部にあたり、かつては町内に数か所の炭鉱を有し、主に隣接須惠村で創業した海軍新原採炭所1888年(明治21年)が海軍予備炭山に指定され、1889年(明治22年)新原第1立坑、新原第2立坑が開坑し、志免村に1890年(明治23年)に海軍炭鉱が、第5坑を開坑したことを切っ掛けに石炭産業で栄えた。海軍炭鉱の石炭輸送を行って居た私鉄で、現在のJR香椎線である博多湾鉄道㈱が、酒殿駅から、のちの志免駅となる志免貨物取扱所へ、旅石支線を分岐敷設した。須惠町旅石に海軍炭鉱第6坑が開坑したことで、旅石支線は志免駅から旅石駅に延長した。志免町には海軍炭鉱第5坑補助坑(二重坑に改称)、第7坑、第8坑と志免立坑が開坑した。隣接町には初期に宇美町に第3坑が設置された他、戦後国有鉄道移管後には反対側に隣接する粕屋町にも酒殿坑、酒殿立坑、仲原坑が開坑した。
この付近では、1960年(昭和35年)に旅石第6坑が閉坑し、旅石駅と旅石支線の志免駅ｰ旅石駅が廃止された。安価な輸入炭の流入と、国有鉄道の車輌を内燃機関車、気動車化、電気機関車、電車化が進められるエネルギー革命の影響で1964年に日本国有鉄道志免鉱業所(炭鉱)が閉山したのを最後に町内から炭鉱がなくなった。町のシンボルともいえる志免炭鉱跡地の海軍施工の立坑櫓（志免鉱業所竪坑櫓）や斜坑坑ロ等の残存施設と硬山(ボタ山：新1号硬山、新2号硬山．粕屋町区域に水洗硬山．須惠町区域に西原硬山が残る．峰を残すのは西原硬山である)は、かなりの土地を占有しているため、長年その利用法は議論されているが、撤去に莫大な費用がかかることと、土地が3町（志免町・須恵町・粕屋町）にまたがっている事などから、未だ手付かずのままである。立坑櫓等の残存施設を町では、解体派の声が大きかったが、多くの学会に指摘され、学会も公開開催されると、地元民の保存の声も高まる。その内竪坑櫓と扇風機坑ロ設置の水上航空機プロペラー転用の、坑内排気扇風機(重要文化財のみ)は貴重性が認められ、産業考古学会推薦産業遺産認定、土木学会A評価、文化庁の登録有形文化財認定を経て、国文部科学省指定重要文化財に指定された。付近の第8坑本御坑ロ、連れ卸坑ロは、福岡県指定史跡に指定されて居る。敷地の動力職場(火力発電所)の跡地に建設された、志免町総合福祉施設シーメイトと、志免町役場隣接の文化施設「働く婦人の家」には、模型やジオラマと、説明解説パネル等の資料室があり、プロペラー等は志免町産業遺産収蔵庫に保存展示されて居る。筑前参宮鉄道㈱の新志免駅から伝わる旅客ホームが、志免町鉄道記念公園として保存されて居る(※本来の博多湾鉄道㈱が設置した志免貨物取扱所駅ではない)。
現在は福岡市に隣接していることと、適度に安い地価から、ベッドタウンとして住宅が多数建設され、人口が増加している。
大型商業施設としては町北部にイオン福岡東ショッピングセンターが立地しているほか、隣の粕屋町内にあるイオンモール福岡も志免町中心部から近い。ほかに幹線道路沿いにはロードサイド店舗が多く立地している。

## 地域

### 人口
| |                                        |  |
| 志免町と全国の年齢別人口分布（2005年） | 志免町の年齢・男女別人口分布（2005年） |  |
| ■紫色 ― 志免町 ■緑色 ― 日本全国 | ■青色 ― 男性 ■赤色 ― 女性              |  |
| 志免町（に相当する地域）の人口の推移 \| 1970年（昭和45年） \| 21,042人 \| \| \| 1975年（昭和50年） \| 27,476人 \| \| \| 1980年（昭和55年） \| 32,241人 \| \| \| 1985年（昭和60年） \| 33,754人 \| \| \| 1990年（平成2年） \| 34,626人 \| \| \| 1995年（平成7年） \| 36,199人 \| \| \| 2000年（平成12年） \| 37,794人 \| \| \| 2005年（平成17年） \| 40,557人 \| \| \| 2010年（平成22年） \| 43,564人 \| \| \| 2015年（平成27年） \| 45,256人 \| \| \| 2020年（令和2年） \| 46,377人 \| \| |                                        |  |
| 総務省統計局 国勢調査より |                                        |  |
| 1970年（昭和45年） | 21,042人                               |  |
| 1975年（昭和50年） | 27,476人                               |  |
| 1980年（昭和55年） | 32,241人                               |  |
| 1985年（昭和60年） | 33,754人                               |  |
| 1990年（平成2年） | 34,626人                               |  |
| 1995年（平成7年） | 36,199人                               |  |
| 2000年（平成12年） | 37,794人                               |  |
| 2005年（平成17年） | 40,557人                               |  |
| 2010年（平成22年） | 43,564人                               |  |
| 2015年（平成27年） | 45,256人                               |  |
| 2020年（令和2年） | 46,377人                               |  |

### 教育
中学校
- 志免町立志免中学校
- 志免町立志免東中学校

小学校
- 志免町立志免中央小学校
- 志免町立志免東小学校
- 志免町立志免南小学校
- 志免町立志免西小学校

町内に高等学校・大学・専門学校はない。

## 交通

### 空港
福岡空港（福岡市博多区）まで4km程度と近接しており、国内線ターミナルと志免町を結ぶ路線バスも運行されている。

### 鉄道
1985年3月限りで勝田線が廃止されたことにより町内の鉄道はすべて消滅し、現在鉄道は通っていない。
福岡市地下鉄空港線の福岡空港駅は志免町と福岡市の境界まで約600mの位置にあり志免町の一部地域から徒歩で利用可能である。このほか、九州旅客鉄道（JR九州）香椎線の酒殿駅・須恵駅・須恵中央駅・新原駅や、篠栗線（福北ゆたか線）の柚須駅も志免町域から1km前後の場所に位置する。
町内からは福岡空港駅、博多駅、宇美駅への路線バスが運行されている。

#### 廃止路線
- 日本国有鉄道（国鉄）
  - 勝田線
    - 御手洗駅 - 上亀山駅 - 志免駅

  - 香椎線（旅石支線、貨物線）
    - 志免駅

1909年に博多湾鉄道により貨物線として開業した酒殿 - 志免間が志免町内初の鉄道路線で、1915年に志免 - 旅石間を延長し全通した。その後、1919年に筑前参宮鉄道により吉塚 - 宇美間が開業した。町内のこれらの路線は1942年に西日本鉄道が成立した際にすべて同社の路線となったのち、1944年に戦時買収され国鉄の路線となった。
第六坑閉坑で旅石支線のうち旅石 - 志免間が廃止され、残った志免 - 酒殿間は自動車運搬用の貨物線として活用されたが1985年1月1日付けで廃止され、勝田線も1985年4月1日付けで廃止された。(※最終運行は、前日限り)
鉄道記念公園は筑前参宮鉄道㈱が開業した旅客駅、新志免駅である。後の国鉄勝田線旅客ホームの付近の僅かであるが、元の志免駅は貨物駅から始まって居り広大な面積を占めて居た。

### バス路線
- 西日本鉄道（西鉄バス） - 町内から隣接するすべての市町へ運行している。
  - 天神から町中心部へ
    - 天神日銀前から32・33・34番

  - 博多駅から町中心部へ
    - 博多バスターミナル1階14番乗り場から30・32・33・37番

  - 福岡空港から町中心部へ
    - 福岡空港前バス停（地下鉄4番出口前）からイオンモール福岡行き、3・5・37番

  - 県庁，吉塚駅から町中心部へ　　　　　　　▪千代町，吉塚駅東ロバス停から34番

### オンデマンド交通
2024年3月1日より、町内各地で乗降可能なAIオンデマンドバス「のるーと志免」が運行されている（日祝日運休）。かつて町内を無料で運行していた福祉巡回バスは、のるーと志免に代替される形で2024年3月末をもって廃止された。

### 道路
- 高速道路 - 町内にはいかなる形態の高速道路も通っていない。最寄りインターチェンジは隣の須恵町にある九州自動車道須恵SICであるが、車長6m以下かつETC搭載の車両のみ利用可能であるため、同SICを利用できない車は北側の福岡ICまたは南側の太宰府ICが最寄りとなる。
- 主要地方道
  - 福岡県道24号福岡東環状線
  - 福岡県道68号福岡太宰府線
  - 福岡県道91号志免須恵線
- 一般県道
  - 福岡県道551号別府比恵線

## 名所・旧跡・観光スポット・祭事・催事
- 志免鉱業所跡地（立坑櫓(重要文化財)・硬(ボタ)山）
- 志免産業遺産収蔵庫（志免鉱業所遺跡で収集，発掘された遺産を、収蔵展示．第8坑扇風機坑ロで収集された水上航空機の木造プロペラー転用の扇風機は、重要文化財に指定)
- 七夕池古墳（国の史跡）
- 志免緑道（旧勝田線跡）
- 志免鉄道記念公園（旧勝田線志免駅旅客ホーム跡)
- 石投げ相撲：9月

## 志免町出身の有名人
- 若杉山豊一（元力士）
- 富田靖子（女優）
- 尾形大作（歌手）
- 平井光親（元プロ野球選手）
- 岳野竜也（元プロ野球選手）
- 筑前りょう太（プロレスラー）
- 兵頭功海（俳優）
- 青木翔（ゴルフ指導者）
- 大津亮介（プロ野球選手）
- 志免錦金五郎（元力士）
- 石川将也(プロレスラー)

参考文献
山田大隆、大石道義、長渡隆一『志免炭鉱の産業遺産の歴史的研究━志免立坑櫓の機械，土木、構造物、出炭技術(第8坑の機械、構造物、技術)━』「第6回国際鉱山ヒストリー会議赤平大会論文集2003年」
志免町誌